# Kirill Anatoljewitsch Nababkin
Kirill Anatoljewitsch Nababkin (russisch Кирилл Анатольевич Набабкин; * 8. September 1986 in Moskau) ist ein russischer Fußballspieler. Er spielt für ZSKA Moskau auf der Position des Abwehrspielers.

## Karriere

### Verein
Seinen ersten Profivertrag unterschrieb er mit 16 Jahren bei dem FK Moskau. Seine erste Premjer-Liga-Partie machte er im August 2005 gegen den ZSKA Moskau. Zur Saison 2010 wechselte er zum ZSKA Moskau.

## Erfolge
- Russischer Meister (3): 2013, 2014, 2016

### Nationalmannschaft
Kirill Nababkin war mehrfacher Junioren-Nationalspieler.